# Fédération azerbaïdjanaise de kickboxing
La fédération azerbaïdjanaise de kickboxing est une fédération sportive.

## Histoire
La fédération azerbaïdjanaise de kickboxing a été fondée en 1993. Le président de la Fédération azerbaïdjanaise de kickboxing est Adil Aliyev.